# Johann (Propst)
Johann (Johannes) auch: der ehrlich Johann (* um 1335; † um 1386) war Klosterpropst des Klosters Uetersen.

## Leben
Propst Johann war der Nachfolger von Nicolaus und wurde erstmals 1361 in einer Urkunde zusammen mit der Priorin Adelheit genannt. In dieser kauft er für das Kloster von den Herren von Winsien das Dorf Koortenmoor (Kurzenmoor, heutiger Ortsteil von Seester) für 650 Mark, in dieser wird er auch als „De ehrlike Mann Herr Johann, Pravert“ bezeichnet. Propst Johann starb um 1386, sein Nachfolger wurde Hermann Kreyet.